# Kon Tum (provincie)
Kon Tum is een provincie van Vietnam. Kon Tum telt 314.042 inwoners op een oppervlakte van 9934 km². De hoofdstad van de provincie is de stad Kon Tum.
Kon Tum ligt in de Centrale Hooglanden van Vietnam.

## Districten
Kon Tum is verdeeld in acht districten:
- Đắk Glei
- Đắk Hà
- Đắk Tô
- Kon Plông
- Kon Rẫy
- Ngọc Hồi
- Sa Thầy
- Tu Mơ Rông